# Mistrzostwa Polski w hokeju na lodzie (1926/1927)
Mistrzostwa Polski w hokeju na lodzie 1926/1927 – 2. edycja oficjalnych mistrzostw Polski w hokeju na lodzie mężczyzn, a pierwsza dokończona oraz zakończona wyłonieniem triumfatora (mistrzostwa Polski 1925/1926 zostały bowiem przerwane po fazie eliminacyjnej).
Organizatorem rozgrywek był Polski Związek Hokeja na Lodzie (PZHL). Całość zmagań przeprowadzono w formie jednego turnieju finałowego, który odbył się w dniach 21–22 lutego 1927 roku na otwartym lodowisku w Zakopanem. Do rywalizacji zgłosiło się 6 drużyn, lecz wzięło udział tylko 5 z nich (wszystkie drużyny przyjechały do Zakopanego w niedzielę 20 lutego, dzień przed turniejem. Tylko TKS Toruń przyjechał w poniedziałkowy wieczór, już po rozpoczęciu turnieju, został więc z niego wykluczony). 
Łącznie rozegrano 9 spotkań mistrzowskich i jedno towarzyskie z 15 zaplanowanych (nie odbyły się pojedynki z udziałem TKS-u Toruń i mecz WTŁ Warszawa z Cracovią - WTŁ wyjechał z Zakopanego od razu po porażce z AZS Warszawa, która przesądziła o mistrzowskim tytule).
Drugi dzień turnieju zaczął się od meczu towarzyskiego AZS Warszawa - TKS Toruń (10:0). (Zaraz po meczu Torunianie wyjechali z Zakopanego).

## Turniej finałowy

### Wyniki spotkań
21 lutego 1927:
| WTŁ Warszawa | – | PKL Poznań | 4 : 0  |
| AZS Warszawa | – | Pogoń Lwów | 15 : 0 |
| AZS Warszawa | – | PKL Poznań | 6 : 0  |
| Cracovia     | – | Pogoń Lwów | 0 : 3  |

22 lutego 1927:
| PKL Poznań   | – | Cracovia     | 6 : 0 |
| WTŁ Warszawa | – | Pogoń Lwów   | 5 : 1 |
| Pogoń Lwów   | – | PKL Poznań   | 5 : 1 |
| AZS Warszawa | – | WTŁ Warszawa | 7 : 0 |

23 lutego 1927 w Krakowie (tytuł został przyznany dzień wcześniej, wynik nie miał wpływu na tabelę):
| AZS Warszawa | – | Cracovia | 13 : 0 |

### Tabela końcowa
| Lp. | Zespół       | Pkt. |
| --- | ------------ | ---- |
| 1.  | AZS Warszawa | 8    |
| 2.  | WTŁ Warszawa | 4    |
| 3.  | Pogoń Lwów   | 4    |
| 4.  | PKL Poznań   | 2    |
| 5.  | Cracovia     | 0    |
| 6.  | TKS Toruń    | -    |

      - Mistrz Polski

## Klasyfikacja medalowa po MP 1927
|    | Klub         |   |   |   |
| -- | ------------ | - | - | - |
| 1. | AZS Warszawa | 1 | 0 | 0 |
| 2. | WTŁ Warszawa | 0 | 1 | 0 |
| 3. | Pogoń Lwów   | 0 | 0 | 1 |